# ژان-پل بوئتیوس
ژان-پل بوئتیوس (هلندی: Jean-Paul Boëtius؛ زاده ۲۲ مارس ۱۹۹۴) بازیکن فوتبال اهل هلند است که در پست وینگر بازی می‌کند و سابقهٔ عضویت در تیم‌های ماینتس ۰۵ و هرتابرلین در بوندس‌لیگای آلمان، فاینورد در لیگ برتر هلند، بازل در سوپر لیگ سوئیس و یک دوره حضور قرضی در باشگاه بلژیکی خنک را در کارنامه دارد.
وی همچنین در رده‌های سنی مختلف برای هلند بازی کرده و برای تیم ملی هلند نیز در یک بازی در سال ۲۰۱۴ مقابل تیم ملی فرانسه به میدان رفته‌است.

## افتخارات
بازل
- سوپر لیگ سوئیس: ۱۶–۲۰۱۵

فاینورد
- جام حذفی هلند: ۱۸–۲۰۱۷[۱]
- جام یوهان کرایف: ۲۰۱۷،[۲] ۲۰۱۸[۳]

زیر ۱۷ سال هلند
- جام ملت‌های اروپا زیر ۱۷ سال: ۲۰۱۱[۴]